# Graham Chapman
Graham Arthur Chapman (født 8. januar 1941, død 4. oktober 1989) var en britisk komiker, skuespiller, manuskriptforfatter og læge.
Chapman var et af seks Monty Python medlemmer, og havde hovedrollen i to af Monty Pythons film, Kong Arthur i Monty Python og de skøre riddere (Monty Python and the Holy Grail) og Brian i Life of Brian.
Chapman læste medicin på Cambridge Universitet, hvor han begyndte at skrive sketches sammen med sin klassekammerat John Cleese. Deres forfattersamarbejde fortsatte i Monty Python, hvor de to blandt andet var ophavsmænd til "Dead Parrot" (8. episode) og "The Ministry of Silly Walks" (14. episode).
Chapman døde i 1989 af strubekræft, og John Cleese holdt en tale til hans mindegudstjeneste, der var så morsom, at flere af gæsterne var ved at dø af grin. Det var i øvrigt første gang, at ordet "fuck" blev brugt i en mindegudstjeneste sendt live på tv. Cleese har siden sagt, at Chapman ville have sat pris på det.
Chapman var homoseksuel, hvilket blev forsøgt holdt hemmeligt for offentligheden, om end det blev antydet i hans selvbiografi, A Liar's Autobiography (Volume Six), i 1980. En britisk seer skrev til BBC for at klage over, at et medlem af Monty Python var homoseksuel, og modtog et svar fra Eric Idle, i hvilket det blev bekræftet at synderen var blevet fundet og skudt. "The Mouse Problem" fra 2. episode er skrevet af Chapman, og sketchen (der handler om mænd, der vil være mus) kan ses som et humoristisk syn på de problemer, Chapman kæmpede med på grund af sin seksualitet.